# SAF Tehnika
SAF Tehnika — латвійська компанія з виробництва радіорелейного обладнання для передачі інформації. Компанія виробляє різну продукцію на основі бездротових технологій для голосового зв'язку і передачі даних для операторів стаціонарного та мобільного зв'язку, баз даних, урядових і приватних компаній. Асортимент продукції включає в себе:
- мікрохвильові радіоприймачі, які працюють за принципом «точка — точка» у ліцензованих і не ліцензованих діапазонах частот
- унікальний спектораналізатор Spectrum Compact
- широкий асортимент мікрохвильової апаратури для різних додатків, в тому числі для мереж мовлення з низьким рівнем затримки.

У 2004 році SAF Tehnika придбала шведську компанію SAF Tehnika Sweden, яка базувалась в Гетеборзі, але та була в 2008 році викуплена власним керівництвом і перейменована в Trebax AB. У травні того ж року SAF Tehnika зробила первинну публічну пропозицію з ринковою капіталізацією понад €50 млн. з істотною підтримкою інституційних інвесторів. У лістингу компаній NASDAQ OMX Riga зареєстрована як SAF1R.
Протягом 2000-х років SAF Tehnika робила подальші кроки в плані глобальної експансії, розвиваючи велику мережу авторизованих партнерів і торгових представників по всьому світу, найбільш помітними з яких стали відкритий в Північній Америці офіс SAF Tehnika North America разом зі складськими приміщеннями в Денвері в 2013 році.

## Хронологія
- 1999: заснування SAF Tehnika
- 2000: представлення лінії продуктів PDH (CFM)
- 2003: сертифікат ISO 9001, вступ до ETSI
- 2004: придбання шведської компанії «Viking Microwave», продвигавшей SDH-радіосистеми; поява на Ризькій фондовій біржі
- 2006: запуск лінії SDH-продуктів на ринку, продажі на 62 ринках; випуск CQF-RD-IDU в лінійці продуктів CFQ
- 2008: початок надання радіозв'язку по каналу зі швидкістю 100 Мбіт/с (продукти CFIP); продаж SAF Tehnika Sweden
- 2009: запуск нових систем CFIP Lumina і CFIP Phoenix зі швидкістю 366 Мбіт/с
- 2010: продажі на 99 ринках[4]
- 2011: випуск продуктів CFIP Marathon 1.4 GHz і CFIP Phoenix Modular
- 2012: випуск активного повторювача з низькою затримкою CFIP (6 ГГц+ 35 ns радіоприймач)
- 2013: відкриття представництва в Денвері, запуск нової мікрохвильової радіоплатформи Integra та випуск самого маленького в світі спектроаналізатора Spectrum Compact; продаж більш ніж в 130 країнах світу
- 2014: початок випуску продуктів Integra S, CFIP PhoeniX IRFU, Integra-W та Integra-WS, SG Compact
- 2015: початок випуску набору Integra G, Integra GS, запуск лінії перевірки та сертифікації, повторювача з низькою затримкою CFIP і різних рішень для мереж з наднизькою затримкою

## Продукти

### Integra
SAF Integra — одне з останніх технологічних досягнень в області мікрохвильової передачі даних. Це радіоплатформа нового покоління, що включає в себе антену, радіостанцію і монтажні кронштейни для збірки. Пропускна здатність 1 Гбіт/с зі стисненням заголовків у конфігурації 1+0. Забезпечує покриття на великих відстанях завдяки кращому системному посиленні при 256 QAM і бесключовому переключенню ACM до 1024QAM. З додатковими антенами 4-го класу ETSI можливе розгортання Integra в щільному мікрохвильовому середовищі. Діапазон частот — від 3,5 МГц до 60 МГц в одному апаратному виконанні. Пряма інтеграція радіо і антени економить час на збірку і герметизацію.
Integra — легка і енергоефективна система. Інтеграція мікрохвильового радіо нового покоління з антенами високих і надвисоких характеристик призводить до зниження загальної вартості і скорочення часу на установку, а також підвищення надійності зв'язку навіть в районах з високою щільністю обслуговування. Корпус виготовляється з пластику, сумісного з ЕМС, забезпечує практично повну корозійну стійкість вище, ніж у класичних мікрохвильових антен. Монтажний кронштейн оптимізований для зниження вітрового навантаження та посилення опору вітру, що зберігає зв'язок навіть в складних погодних умовах.
Керований програмним забезпеченням світлодіод показує, чи синхронізована радіостанція з віддаленим кінцем і чи працює вона правильно. Вбудований багатоядерний мережевий пакетний процесор забезпечує продуктивність Carrier Ethernet з такими характеристиками, як синхронний Ethernet, стиснення заголовка і аутентифікації RADIUS. Три порти Gigabit Ethernet на кожну радіостанцію дозволяють використовувати вбудований високопродуктивний гігабітний комутатор у зовнішньому середовищі та уникнути додаткових дорогих комутаторів в стійці, а також полегшити установку без додаткового захислу.

### Spectrum Compact
Портативний мікрохвильовий спектроаналізатор Spectrum Compact — обладнання для вимірювання в ліцензованих мікрохвильових діапазонах частот від 6 до 40 ГГц. Розроблений для комфортного використання мережевими інженерами в різноманітних складних умовах. Призначений для всіх фахівців з мікрохвильовою радіозв'язку, що займаються установкою обладнання або збором даних в цілях планування на об'єкті. Сенсорний РК-дисплей забезпечує плавне і інтуїтивно зрозуміле використання прямо на місці. SMA-роз'єм інтегрує з антеною або хвилеводною системою будь-якого виробника. Виявляє існуючі перешкоди на встановлених доріжках або доступних радіоканалах з високою точністю. Реєстрація даних всіх сканів спектру доступна всередині спектораналізатора з поліпшеною обробкою і аналізом даних, доступної через фірмове програмне забезпечення SAF Tehnika.

### SG Compact
Мікрохвильовий генератор сигналів SG Compact — важливий інструмент для налаштування антени і тестування, а також кращий вибір для перевірки верифікації програм LoS. Ідеально підходить для різних додатків для аналізу і вимірювань в мікрохвильовій системі.

### CFIP Lumina
CFIP Lumina є продовженням низки CFIP 108, забезпечує повний IP-трафік на швидкості до 366 Мбіт/с і пропонує можливість роботи зовні приміщення на частотах 20, 28, 30, 40, 50 і 56 МГц, а також систему автоматичного управління потужністю передачі і адаптивне кодування і модуляцію. Це перша радіосистема Native Ethernet/IP типу 256QAM зі швидкістю передачі даних 360 Мбіт/с і вбудованим передовим комутатором GigE (підтримка QoS, STPs, VLAN).

### CFIP 106/108
CFIP-106/108 спочатку розроблявся для IP-мереж, надає інтерфейс Fast Ethernet з пропускною здатністю від 8 Мбіт/s до полнодуплексної 100 Мбіт/с. Також CFIP-108 має порт 4xE1 для підключення застарілого обладнання і використання в гібридних мережах TDM/IP.

### CFIP PhoeniX
Спліт-система CFIP PhoeniX розроблена для класичної телекомунікаційної архітектури з радіостанцією просто неба і захищеним внутрішнім блоком. Забезпечує передачу даних з TDM-мереж у гібридні мережі TDM/IP, забезпечуючи 20E1 + GigE. Пропускна здатність до 363 Мбіт/с (повний дуплекс).

### CFIP PhoeniX M
Спліт-система PhoeniX M включає в себе PhoeniX M IDU і PhoeniX ODU (опціональна підтримка XPIC). Надає з'єднання 63E1 і 2xSTM-1, збільшує пропускну здатність до 360 Мбіт/с при повному дуплексі.

### CFIP PhoeniX C
Спліт-система PhoeniX C розроблена для класичної телекомунікаційної архітектури з радіостанцією просто неба і захищеним внутрішнім блоком компактного розміру. Забезпечує передачу даних з TDM-мереж у гібридні мережі TDM/IP, забезпечуючи 64E1, порти Gigabit Ethernet і до 16 портів ASI для передачі відеосигналу. Пропускна здатність до 366 Мбіт/с (повний дуплекс).

### Marathon II
Рішення для промислових додатків, де неможливе використання оптоволоконних мереж. Пристрій CFIP Marathon 300 MHz / 1.4 GHz, що працює за принципом «точка—точка» — це двоточкова мікрохвильова радіорелейна система, розроблена для віддалених і сільських районів. Marathon Full Indoor Unit може встановити зв'язок в несприятливих погодних умовах та на великих відстанях (більше 100 км). Використовується комунальними службами, транспортними компаніями та службами громадської безпеки для безпечної передачі даних і голосових повідомлень.

### FreeMile 5 GE MIMO
Система SAF FreeMile 5 GE MIMO з частотою 5 ГГц — гігабітна радіосистема з безкоштовною ліцензією, що підходить для передачі пакетів даних Ethernet. З використанням наземної технології 2x2 MIMO, цей апарат забезпечує реальну пропускну здатність до 210 Мбіт/с (з повним дуплексом 105 Мбіт/с) в поєднанні з високою продуктивністю.

### FreeMile 17/24 GHz
SAF FreeMile FODU — радіопристрій нового покоління з безкоштовною ліцензією для передачі пакетів даних Ethernet і голосового зв'язку E1. Радіосистема поєднує в собі якості, характерні для ISM-радіозв'язку: безшумну роботу, високу доступність, повнодуплексну ємність несучого сигналу без витрат на ліцензування і швидку установку. Радіо SAF FreeMile також пропонує дружній інтерфейс управління через веббраузер і простий процес установки.

### Outdoor Branching Unit
Пристрій зовнішнього відгалуження (Outdoor Branching Unit) на ринках з червня 2015 року. Виготовляється з високоякісних матеріалів для всіх компонентів та з використанням спеціальних фільтрів з вузькою смугою пропускання, які є термостійкими і хвилевідними циркуляторами для найкращих електричних і механічних характеристик. Зовнішній розгалужених блок виконаний в компактному форм-факторі для з'єднання до 4 радіостанцій.

### Повторювач з низькою затримкою CFIP
Повторювач з низькою затримкою CFIP (CFIP Low Latency Repeater) використовується в мережах з ультранизькою затримкою як ключовий продукт.

### Засоби управляння мережею (NMS и NMS+)
SAF NMS — набір інструментів, які включають в себе як апаратні, так і програмні пристрої для моніторингу та управління мережею. Вони включають в себе фірмове радиообрудование SAF з можливістю локальної та віддаленої роботи. Остання версія — 4.1. Існує і додаток для смартфонів SAF Mobile NMS, сумісний з версією Android 2.2 — воно необхідно для моніторингу мережі мікрохвильового зв'язку. Надає дані в реальному часі про обладнання і статус мережі.